# Lijst van prinsen van Condé

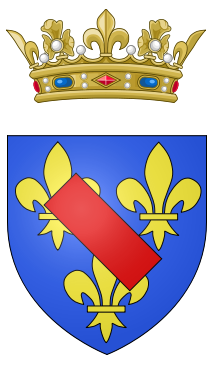
Wapenschil van het Huis van Condé.

De prinsen van Condé een zijtak van de familie Bourbon, die de titel droegen van het vorstendom Condé-en-Brie.
De takken Bourbon-Condé en Conti, prinsen van den bloede omdat zij aftakkingen van de familie waren van vóór de troonsbestijging van Hendrik IV, hebben nooit geregeerd en zijn in de 19e eeuw uitgestorven.

## Prinsen van Condé
| #  | Prins                | Periode     | Relatie | Opmerkingen                                                    |
| -- | -------------------- | ----------- | ------- | -------------------------------------------------------------- |
| 1e | Lodewijk I           | 1546 - 1569 | -       | + hertog van Enghien, graaf van Soissons                       |
| 2e | Hendrik I            | 1569 - 1588 | zoon    | + hertog van Enghien                                           |
| 3e | Hendrik II           | 1588 - 1646 | zoon    | + hertog van Enghien, hertog van Montmorency                   |
| 4e | Lodewijk II de Grote | 1646 - 1686 | zoon    | + hertog van Enghien, hertog van Montmorency                   |
| 5e | Hendrik III          | 1686 - 1709 | zoon    | + hertog van Enghien, hertog van Montmorency, hertog van Guise |
| 6e | Lodewijk III         | 1709 - 1710 | zoon    | + hertog van Enghien                                           |
| 7e | Lodewijk IV Hendrik  | 1710 - 1740 | zoon    | + hertog van Enghien                                           |
| 8e | Lodewijk V Jozef     | 1740 - 1818 | zoon    | + hertog van Enghien                                           |
| 9e | Lodewijk VI Hendrik  | 1818 - 1830 | zoon    | + hertog van Enghien                                           |